# Атанасиу, Женика
Женика Атанасиу (фр. Génica Athanasiou; 3 июня 1897 года, Бухарест, Румыния — 13 июля 1966, Ланьи, Франция) — французская актриса театра и кино.
Играла в театре «Альфред Жарри». Была связана близкими отношениями с режиссёром Антоненом Арто.

## Фильмография
- Раковина и священник (1928) — французский художественный фильм Жермены Дюлак
- Le comte Kostia (1925)
- Мальдона (1928) (не указана в титрах)
- Волшебная жизнь Жанны Д'Арк, дочери Лотарингии (1929)
- Gardiens de phare (1929)
- Дон Кихот[англ.] (1933) режиссёра Георга Вильгельма Пабста
- Граф Монте-Кристо (1954) Фатима (не указана в титрах)

## Работа в театре
Играла главную роль в спектакле Антонена Арто «Театр и его двойник».